# Hōjō Ujimitsu
Hōjō Ujimitsu (, après 1552-1590) est un samouraï de l'époque Sengoku au Japon et le septième fils du daimyō Hōjō Ujiyasu.

## Biographie
Septième fils de Hōjō Ujiyasu, un puissant daimyō dans la région de Sagami au Kanto, sa mère est inconnue. Il est aussi possible qu'il soit le fils d'Ujita Hōjō, le frère d'Ujiyasu mais cela reste peu probable. En 1570, il devient responsable du château d'Ashigara dans la frontière Sagami-Suruga, ce qui lui permit de résister à l'attaque de Takeda Shingen contre Sagami. Il épouse la fille de son grand-oncle, Hōjō Gen'an, bien qu'elle fût l'épouse de son frère Saburō avant qu'il ne devienne otage des Uesugi.
En 1590, Toyotomi Hideyoshi a presque le contrôle total du pays, les seuls opposants restants sont les Hojo. Le frère de Ujimitsu, Ujimasa ne voulant pas se rendre, Hideyoshi et ses hommes assiègent le château d'Odawara. Après la destruction des Hojo, Ujmitsu suit son neveu Ujinao au mont Kōya et y meurt quelques semaines après.

## Famille
- Père : Hōjō Ujiyasu, fils de Hōjō Ujitsuna ou Ujita Hōjō
- Mère : inconnue
- Frères :
  - Hōjō Ujimasa
  - Hōjō Ujiteru
  - Hōjō Ujikuni
  - Hōjō Ujinori
  - Hōjō Ujitada
  - Uesugi Kagetora
- Sœurs :
  - Dame Hayakawa, épouse Imagawa Ujizane
  - Dame Hojo (Shizuka ou Keirin-in), épouse Takeda Katsuyori
  - Nanamagari-dono, épouse Ujishige Hojo

- Femme :
  - Fille de Hōjō Gen'an

- Enfants :
  - Un fils : Shiro, mort jeune.

## Source
- Article Ujimitsu Hojo, de Wikipédia japonais.